# Thủy điện Sông Bung 6
Thủy điện Sông Bung 6 là công trình thủy điện xây dựng trên dòng sông Bung tại vùng đất thị trấn Thạnh Mỹ huyện Nam Giang và xã Ka Dăng huyện Đông Giang tỉnh Quảng Nam, Việt Nam .
Thủy điện Sông Bung 6 có công suất 29 MW với 2 tổ máy, khởi công tháng 8/2010, hoàn thành tháng 1/2013 .
Đây là một thủy điện cột nước thấp, và là bậc thang thủy điện cuối cùng của dòng sông Bung trong hệ thống sông Vu Gia - Thu Bồn .

## Sông Bung
Sông Bung là phụ lưu cấp 1 của sông Vu Gia.